# Parque nacional de Mupa
Parque nacional de Mupa (en portugués: Parque Nacional da Mupa) es un parque nacional en la provincia de Cunene en el país africano de Angola. Fue declarado parque nacional el 26 de diciembre de 1964, mientras Angola era un territorio portugués.
Es importante por su avifauna (aunque por lo general sin estudiar). Muchos angoleños viven dentro del parque, que, junto con los pastores nómadas y la prospección minera amenazan con destruir las aves del parque. De acuerdo con un artículo, "A pesar de que el parque fue inicialmente anunciado para proteger a las jirafas, como la Giraffa camelopardalis angolensis, en 1974 estas no se quedaron. Otros mamíferos en peligro son los leones, leopardos, perros salvajes y la hiena manchada".